# Snoop Dogg Presents The Big Squeeze
| Críticas profissionais | Críticas profissionais |
| Avaliações da crítica  | Avaliações da crítica  |
| Fonte                  | Avaliação              |
| ---------------------- | ---------------------- |
| Allmusic               | [ 1 ]                  |
| RapReviews.com         | (7.0/10)               |
| DubCNN.com             | [ 3 ]                  |

The Big Squeeze é uma coletânea musical do rapper estadunidense Snoop Dogg, lançado em 24 de Abril de 2007 pelas gravadoras Doggystyle Records e Koch Records. A coletânea alcançou a posição 71 na Billboard 200, e a quinta posição na Billboard Rap Albums. Chegando também a quarta posição na Billboard Independent Albums, e a terceira na Billboard Compilations Albums.

## Alinhamento de faixas
| N.º            | Título                         | Duração |  |
| 1.             | "The Big Squeeze Intro"        | 2:19    |  |
| 2.             | "Hat 2 tha Bacc"               | 3:56    |  |
| 3.             | "We Came to Bang Out"          | 3:43    |  |
| 4.             | "Shackled Up"                  | 3:55    |  |
| 5.             | "Pop Pop Bang!"                | 3:44    |  |
| 6.             | "31 Flavaz"                    | 4:21    |  |
| 7.             | "All About Damani"             | 3:04    |  |
| 8.             | "Like Rock Stars"              | 5:03    |  |
| 9.             | "Spend Some Time"              | 4:52    |  |
| 10.            | "Fuckin' Is Good for You"      | 4:35    |  |
| 11.            | "Get Your Body Moving"         | 4:06    |  |
| 12.            | "Get Closer"                   | 4:09    |  |
| 13.            | "Can U Get Away?"              | 3:47    |  |
| 14.            | "Let's Get This Party Started" | 3:18    |  |
| 15.            | "Be Thankful"                  | 5:35    |  |
| Duração total: | Duração total:                 | 1:00:27 |  |

| Faixas bônus |                |         |  |
| N.º          | Título         | Duração |  |
| 16.          | "U In Trouble" | 3:48    |  |
| 17.          | "Lean On Me"   | 3:38    |  |
| 18.          | "We Go Hard"   | 4:36    |  |

## Videos
- Westurn Union com Snoop Dogg - "Hat 2 Tha Bacc"[8]

## Desempenho nas paradas
| Paradas (2007)                                | Melhor posição |
| --------------------------------------------- | -------------- |
| Estados Unidos (Billboard Independent Albums) | 4              |
| Estados Unidos (Billboard 200)                | 71             |
| Estados Unidos (Top R&B/Hip Hop Albums)       | 17             |
| Estados Unidos (Top Rap Albums)               | 5              |